# المفتاح (مسلسل)
المفتاح مسلسل درامي سوري معاصر، من إنتاج المؤسسة العامة للإنتاج التلفزيوني والإذاعي. تأليف خالد خليفة، وإخراج هشام شربتجي.

## ملخص العمل
يتناول المجتمع السوري وما به من فساد في كافة طبقات المجتمع كما يتناول العديد من القضايا منها الحب والشرف والأمانة والفساد والتحايل على القانون.عرض لأول مرة عام 2012

## فريق العمل
- إخراج: هشام شربتجي
- مخرج مساعد: مؤيد منذر النحاس
- فكرة: باسم ياخور
- كتابة: خالد خليفة

## الممثلون
- باسم ياخور
- أمل عرفة
- أحمد الأحمد
- فايز قزق
- سلمى المصري
- شكران مرتجى
- ديمة الجندي
- قمر خلف
- ديمة قندلفت
- عبد الحكيم قطيفان
- وفاء موصللي
- جرجس جبارة
- خالد القيش
- محمد حداقي
- نسرين الحكيم
- قام بدور أيهم النجم عبد المنعم عمايري

بطولة
- غادة بشور - علي كريم
- لونا أبو الدرهمين - إيمان عبد العزيز
- أسامة السيد يوسف - ربا المأمون
- غسان عزب - هنوف خربطلي
- نضير لكود - محمد قنوع
- أيمن بهنسي - لينا دياب
- سهيل حداد - مروان غريواتي
- علي إبراهيم - وفاء عيسى

الوجهين الجديدين
- يمان إبراهيم - نادرة ربيع

ضيوف الشرف
- سليم كلاس
- محمد خير الجراح
- جمال العلي
- رياض وردياني
- جمال قبش
- أحمد رافع

## موسيقى
- غناء الشارة: جوزيف ترتريان